# Khmoach Daoem Chek Chvia
Ghost Banana Tree là phim kinh dị Khmer 2005 dựa trên câu chuyện về  người phụ nữ ma trèo lên cây chuối báo thù chồng.  

## Nội dung
Câu chuyện kể về một cặp đôi vợ chồng mới đám cưới và người chồng được cử ra nước ngoài để làm ăn với đối tác. Trong lúc này người vợ đã bị bệnh và chết đi. Hồn của cô trở nên đáng sợ và ám dân làng. Tuy nhiên khi chồng cô trở về thì anh không biết gì về cái chết của vợ mình. Cánh tay của vợ anh vươn dài một cách bí ẩn mở cửa và tay cầm chanh.Anh vội chạy đi cầu cứu nhưng không thể nào tìm thấy cái xác người vợ đã chết của anh. Anh đã lập ra kế hoạch nhưng bị lộ tẩy, xác vợ anh đã đi ra khỏi mộ và theo anh cho đến chỗ nhà sư. Ở đây anh thấy mình được an toàn nên anh chỉ cầu nguyện và nhắm mắt lại nhưng gần nhà của sư lại có rất nhiều cây chuối anh dễ dàng tìm thấy nơi thích hợp cho người vợ ma của mình. Cô ta đã trèo lên cây chuối và giết chết anh ngay tức khắc. Phim kết thúc khi linh hồn hồn của họ bay đi đầu thai với kiếp sống mới.  Ngày nay, trồng chuối là truyền thống vẫn được duy trì theo tín ngưỡng người Khmer.